# Michelle Demessine
Pour les articles homonymes, voir Demessine.
Michelle Demessine, née le 18 juin 1947 à Frelinghien (Nord), est une femme politique française.
Membre du Parti communiste français, elle est sénatrice du Nord de 1992 à 1997, puis de 2001 à 2017, et secrétaire d'État au Tourisme dans le gouvernement Jospin de 1997 à 2001.

## Biographie

### Jeunesse
Issue d'une famille ouvrière du textile, Michelle Demessine quitte l'école à seize ans pour travailler en usine.
Engagée syndicalement, elle participe aux grandes grèves de Mai 68 et anime ce mouvement sur son lieu de travail. 1968 est pour elle l’année d'une prise de conscience politique.
Mariée, elle est mère d'un enfant.

### Action en faveur des femmes

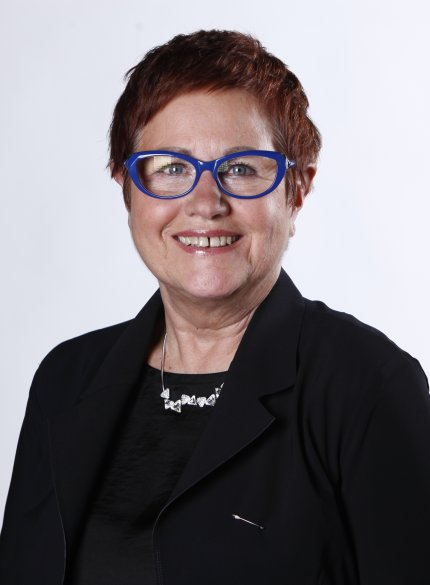
Michelle Demessine en 2015.

Elle devient membre du Parti communiste français en 1970. Elle s’engage pour la défense des salariés et milite dans le monde du travail. Elle participe activement aux actions pour le respect et le développement du droit des femmes. Elle sillonnera le département du Nord, rencontrant des milliers de femmes, salariées, mères de famille, animant avec elles de nombreux combats. Elle préside le comité départemental de l’Union des femmes françaises de 1976 à 1990. En 1992, elle mènera une campagne contre la drogue, emmenant plusieurs milliers de personnes manifester à Rotterdam. Elle s’engage aussi pour la dignité et la citoyenneté des personnes en situation de handicap.

### Instances dirigeantes du Parti communiste
Membre du Conseil national depuis 1997 et du collège exécutif (bureau politique) du PCF jusqu’en mars 2006, date du dernier congrès du parti, Michelle Demessine en est l'une des dirigeantes nationales.
En même temps qu’elle assume cet engagement politique, elle devient membre de la commission exécutive de l’Union Départementale de la CGT (1973), puis membre du Conseil économique et social du Nord-Pas-de-Calais (1983-1995). Elle est élue conseillère municipale d’Houplines de 1995 à 2001.

### Secrétaire d'État et sénatrice
En 1992, Michelle Demessine est élue sénatrice du Nord. Elle quitte cette fonction après avoir été nommée secrétaire d’État au Tourisme en 1997. De 1997 à 2001, au ministère du Tourisme de la première destination touristique mondiale, elle relance le tourisme social et associatif et unit l’ensemble des acteurs du tourisme autour d’une nouvelle politique, favorisant le développement d’un tourisme respectueux des hommes et des territoires. Elle engage une démarche d’amélioration des conditions de vie, de travail et de logement des salariés saisonniers du tourisme. Le label Tourisme et Handicap qu’elle a créé pour faciliter les départs des personnes handicapées, est aujourd’hui un outil de référence pour les professionnels et les usagers. Elle quitte le gouvernement après avoir été réélue sénatrice du Nord le 23 septembre 2001.
En mars 2001, elle est élue adjointe au maire de Lille, chargée du sport ; elle est aussi vice-présidente de Lille Métropole Communauté Urbaine (LMCU) chargée des équipements sportifs et de la politique du sport de haut niveau. En novembre 2005, elle est nommée présidente de la commission Grand Stade de la communauté urbaine.
Elle présente à nouveau sa candidature aux élections sénatoriales de 2011 et est réélue le 25 septembre 2011.
Au Sénat et dans le cadre de son activité politique, Michelle Demessine s’engage auprès des salariés menacés par des plans sociaux et par des délocalisations. Elle demande la relance d’une nouvelle politique industrielle permettant de stopper l’hémorragie d’emploi en France et dans la région Nord Pas de Calais. Elle s’attache aussi à défendre particulièrement les questions liées au respect de la dignité des personnes handicapées, celles liées au droit au logement, à la protection sociale. Elle agit aussi aux côtés des victimes de l’amiante. Un projet de loi, sur ce sujet est en cours de préparation. Dans la métropole lilloise, notamment au travers de ses mandats locaux, elle développe une politique sportive, tant en direction des clubs amateurs que des clubs de haut niveau.
Elle ne brigue pas un nouveau mandat au Sénat en 2017.

### Anciens mandats
Elle est adjointe à la maire de Lille de 2001 à 2014.

## Distinction
Le 31 décembre 2019, Michelle Demessine est nommée au grade de chevalier dans l'ordre national de la Légion d'honneur au titre de « ancienne ministre, ancienne sénatrice du Nord, présidente d'une association nationale de tourisme ; 50 ans de services ».

## Pour approfondir